# Istanbul Open 2018
Istanbul Open 2018, oficiálním názvem TEB BNP Paribas Istanbul Open 2018, byl tenisový turnaj pořádaný jako součást mužského okruhu ATP World Tour, který se odehrával v areálu Koza World of Sports Arena na otevřených antukových dvorcích. Konal se mezi 30. dubnem až 6. květnem 2018 v turecké metropoli Istanbulu jako čtvrtý ročník obnoveného turnaje.
Turnaj s rozpočtem 486 145 eur patřil do kategorie ATP World Tour 250. Nejvýše nasazeným hráčem ve dvouhře se stal čtvrtý tenista světa Marin Čilić z Chorvatska. Jako poslední přímý účastník hlavní singlové soutěže nastoupil brazilský 115. hráč žebříčku Rogério Dutra da Silva.
Premiérovou trofej na okruhu ATP Tour vybojoval 25letý Japonec Taró Daniel, který se poprvé probojoval do semifinále. Druhou společný titul ze čtyřhry získal britsko-švédský pár Dominic Inglot a Robert Lindstedt, pro něhož finálová výhra znamenala jubilejní 400. vítězný zápas na túře ATP.

## Rozdělení bodů a finančních odměn

### Rozdělení bodů
| Soutěž  | vítězové | finalisté | semifinalisté | čtvrtfinalisté | 16 v kole | 32 v kole | Q  | Q3 | Q2 | Q1 |
| ------- | -------- | --------- | ------------- | -------------- | --------- | --------- | -- | -- | -- | -- |
| dvouhra | 250      | 150       | 90            | 45             | 20        | 0         | 12 | 6  | 0  | 0  |
| čtyřhra | 250      | 150       | 90            | 45             | 0         | —         | —  | —  | —  | —  |

### Finanční odměny
| Soutěž                              | vítězové | finalisté | semifinalisté | čtvrtfinalisté | 16 v kole | 32 v kole | Q2     | Q1   |
| ----------------------------------- | -------- | --------- | ------------- | -------------- | --------- | --------- | ------ | ---- |
| dvouhra                             | €76 020  | €40 040   | €21 690       | €12 355        | €7 280    | €4 320    | €1 940 | €970 |
| čtyřhra                             | €23 090  | €12 140   | €6 580        | €3 780         | €2 200    | —         | —      | —    |
| částka ve čtyřhře je uvedena na pár |          |           |               |                |           |           |        |      |

## Mužská dvouhra

### Nasazení
| Stát                          | Hráč                | ATP | Nasazení |
| ----------------------------- | ------------------- | --- | -------- |
| Chorvatsko                    | Marin Čilić         | 4.  | 1.       |
| Bosna a Hercegovina           | Damir Džumhur       | 32. | 2.       |
| Itálie                        | Andreas Seppi       | 55. | 3.       |
| Slovinsko                     | Aljaž Bedene        | 57. | 4.       |
| Itálie                        | Paolo Lorenzi       | 66. | 5.       |
| Srbsko                        | Viktor Troicki      | 71. | 6.       |
| Česko                         | Jiří Veselý         | 78. | 7.       |
| Gruzie                        | Nikoloz Basilašvili | 79. | 8.       |
| Žebříček ATP k 23. dubnu 2018 |                     |     |          |

### Jiné formy účasti
Následující hráči obdrželi divokou kartu do hlavní soutěže:
- Marsel İlhan
- Cem İlkel
- Bernard Tomic

Následující hráči postoupili z kvalifikace:
- Daniel Gimeno-Traver
- Thiago Monteiro
- Marco Trungelliti
- Elias Ymer

### Odhlášení
před zahájením turnaje
- Borna Ćorić → nahradil jej  Taró Daniel
- Pablo Cuevas → nahradil jej  Dušan Lajović
- Alexandr Dolgopolov → nahradil jej  Michail Južnyj
- Filip Krajinović → nahradil jej  Malek Džazírí
- Horacio Zeballos → nahradil jej  John Millman

## Mužská čtyřhra

### Nasazení
| Stát                                                                                    | Hráč                    | Stát               | Hráč               | ATP  | Nasazení |
| --------------------------------------------------------------------------------------- | ----------------------- | ------------------ | ------------------ | ---- | -------- |
| Japonsko                                                                                | Ben McLachlan           | USA                | Nicholas Monroe    | 81.  | 1.       |
| Polsko                                                                                  | Marcin Matkowski        | Indie              | Diviž Šaran        | 88.  | 2.       |
| Chile                                                                                   | Hans Podlipnik-Castillo | Bělorusko          | Andrej Vasilevskij | 104. | 3.       |
| Spojené království                                                                      | Ken Skupski             | Spojené království | Neal Skupski       | 110. | 4.       |
| Žebříček ATP k 23. dubnu 2018; číslo je součtem žebříčkového postavení obou členů páru. |                         |                    |                    |      |          |

### Jiné formy účasti
Následující páry obdržely divokou kartu do hlavní soutěže:
- Tuna Altuna /  Anıl Yüksel
- Cem İlkel /  Bernard Tomic

## Přehled finále

### Mužská dvouhra
- Taró Daniel vs.  Malek Džazírí, 7–6(7–4), 6–4

### Mužská čtyřhra
- Dominic Inglot /  Robert Lindstedt vs.  Ben McLachlan /  Nicholas Monroe, 3–6, 6–3, [10–8]